# Reforma amarneńska

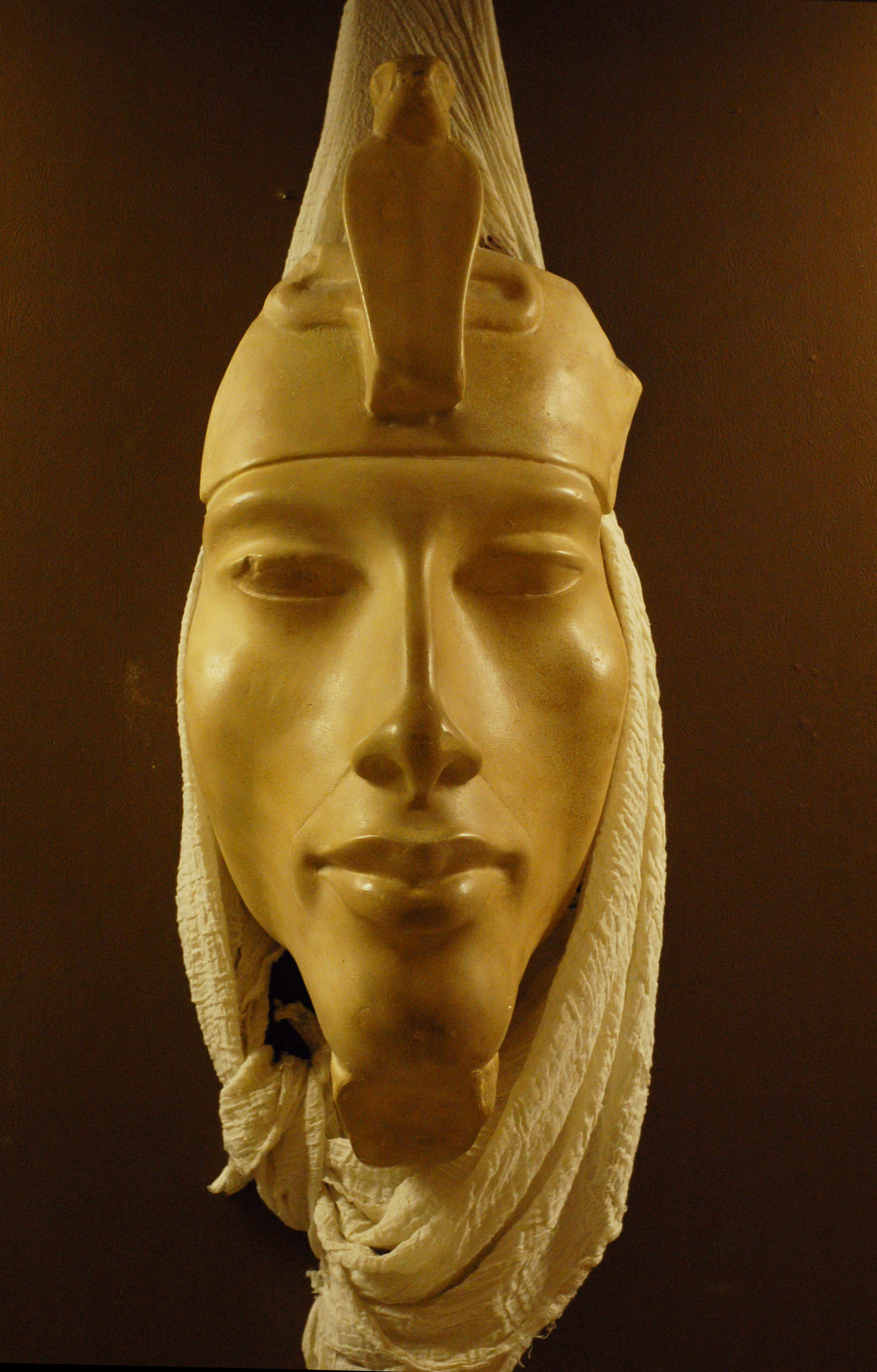
Rzeźba portretowa faraona Echnatona. Rosecrucian Egyptian Museum, San Jose w Kalifornii

Reforma amarneńska (znana też jako rewolucja amarneńska, bądź herezja amarneńska) – ogół wydarzeń politycznych, społecznych i gospodarczych w starożytnym Egipcie związanych z wprowadzeniem przez Amenhotepa IV (Echnatona) własnej religii monoteistycznej i zakazaniem praktykowania dotychczasowych wierzeń.
Amenhotep IV objął panowanie w okresie największego rozkwitu państwa, jednak władzę faraona krępowała rosnąca potęga kapłanów Amona. Tzw. rewolucja amarneńska została zapoczątkowana w dniu święta trzeciej rocznicy objęcia rządów (heb-sed) przez Amenhotepa; wtedy wprowadzono oficjalnie kult nowego boga – Atona. Manifestacją nowej linii politycznej władcy było zbudowanie nowej stolicy (Achetaton) i odsuwanie od władzy dotychczasowego duchowieństwa.
Zmiana charakteru boga na (zapewne przypadkowo) zbieżny z bóstwem żydowskim i wiążący się z tym pacyfizm władcy oraz całkowite poświęcenie się kwestii reformy religijnej spowodowały osłabienie kraju i jego marginalizację na arenie międzynarodowej.
Oprócz polityki zmiany objęły odsuwanie dotychczasowych kapłanów od urzędów i zarządzania majątkami, zmiany w malarstwie, rzeźbie, architekturze czy w postrzeganiu boskości władcy.
W sztuce okresu amarneńskiego władcę i rodzinę panującą zaczęto przedstawiać w pełnej przerysowań manierze, pojawiły się sceny z życia codziennego, a wygląd postaci z wyidealizowanego zastąpiono naturalistycznym. Na podstawie zachowanych wizerunków część egiptologów wysnuła wniosek, że Echnaton mógł cierpieć na zespół Marfana, objawiający się deformacją ciała. Obecnie uważa się jednak, że był to jedynie nowy styl w sztuce, który miał wyrażać nową teologię. Oddzielał Echnatona i jego rodzinę od zwykłych Egipcjan. Co więcej, król kazał przedstawiać siebie jako jednocześnie kobietę i mężczyznę, jako matkę i ojca wszelkiego stworzenia.
Reforma doprowadziła w efekcie do konfliktu z kapłanami starej religii i wkrótce po śmierci władcy do rewizji polityki wewnętrznej Egiptu; samego władcę skazano na zapomnienie, a jego religię zarzucono.